# Friedensdenkmal (Alexisbad)

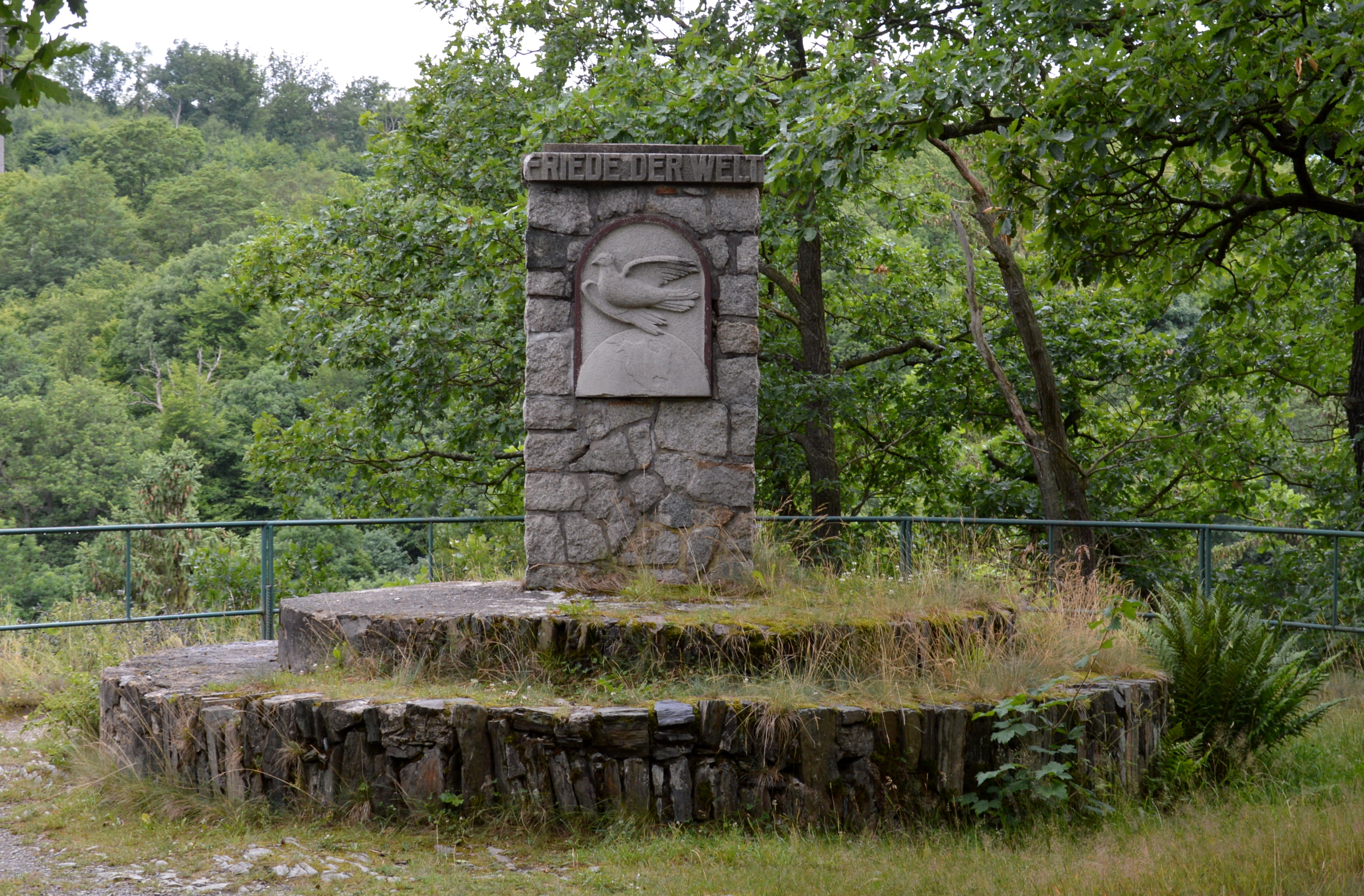
Friedensdenkmal

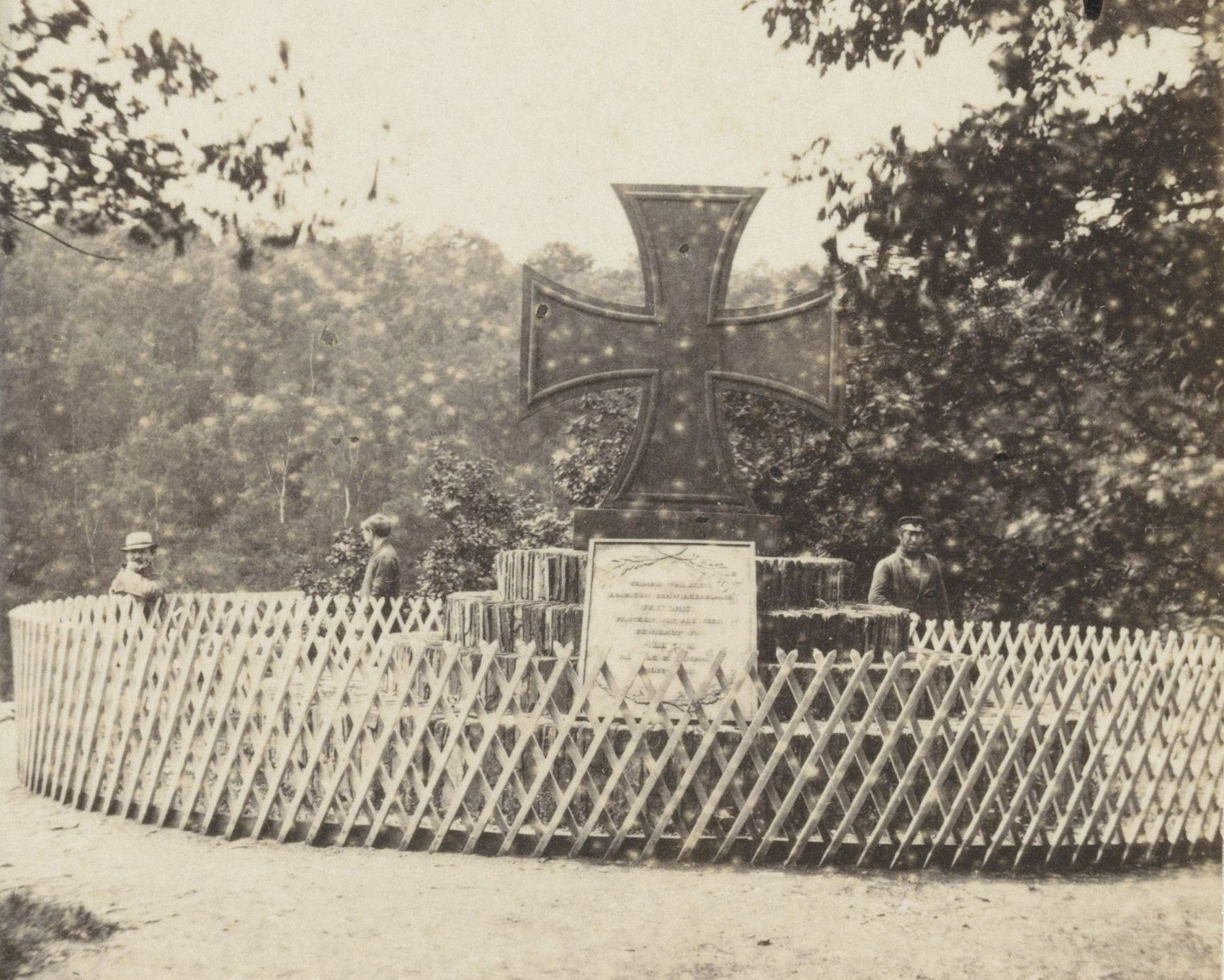
Eisernes-Kreuz-Denkmal, um 1860

Das Friedensdenkmal ist ein Denkmal im Ortsteil Alexisbad der Stadt Harzgerode im Harz in Sachsen-Anhalt.

## Lage
Es befindet sich am rechten, dem südöstlichen Hang des Selketals hoch über Alexisbad auf dem Habichtstein. Etwas östlich des Denkmals führt der Klippenweg entlang, über den hier auch der Selketalstieg geführt wird.

## Architektur und Geschichte
An der Stelle des heutigen Denkmals befand sich ursprünglich ein 1813 errichtetes großes Eisernes Kreuz. Es stand auf einem aus vier steinernen Stufen gebildeten, runden Sockel; es beruhte auf einem Entwurf Karl Friedrich Schinkels und erinnerte an die Napoleonischen Kriege. Auf einer Tafel befand sich die Inschrift:
Seinem theuren, einzigen Schwiegersohne

Friedrich, Prinz von Preußen

gewidmet von Alexius Herzog von Anhalt

MDCCCXIII.
Das Denkmal war damit dem Ehemann der Luise von Anhalt-Bernburg gewidmet, für die in der Nähe der Luisentempel errichtet wurde.
Während des Zweiten Weltkriegs ging das Kreuz 1945 oder in der Zeit danach verloren.
Im Jahre 1954 schuf der Harzgeroder Bildhauer Paul Einecke das heutige Friedensdenkmal. Es zeigt als Relief eine Friedenstaube nach dem Vorbild von Pablo Picasso oberhalb einer Weltkugel und nutzt als Standort die unteren beiden Stufen des alten Sockels. Oberhalb des Reliefs befindet sich die Inschrift: FRIEDE DER WELT. Eine gleichlautende Inschrift steht auch auf der Rückseite des Denkmals.